# Sphex fortunatus
Sphex fortunatus  (лат.) — вид роющих ос (Sphecidae). Австралия.

## Распространение
Австралия (Квинсленд).

## Описание
Роющие осы крупного размера: длина тела около 2 см (самцы; самки не найдены). Основная окраска тела чёрная. От большинства австралийских видов Sphex отличается коричневатым основанием крыловой мембраны, включая её субмедиальную ячейку, а также отсутствием туберкул на метанотуме и отсутствием отстоящих тёмных щетинок на клипеусе. Скутеллюм гладкий, жилки крыла чёрные и коричневые. Предположительно, как и другие члены рода Sphex своих личинок выкармливают парализованными насекомыми (ловят прямокрылых насекомых) и гнездятся в земле. Вид был впервые описан в 2015 году немецкими энтомологами Т. Дорфелем (Thorleif H. Dörfel) и М. Олем (Michael Ohl, Museum für Naturkunde, Берлин, Германия).